# Boncourt-sur-Meuse
Boncourt-sur-Meuse is een gemeente in het Franse departement Meuse (regio Grand Est) en telt 346 inwoners (2004). De plaats maakt deel uit van het arrondissement Commercy.

## Geografie
De oppervlakte van Boncourt-sur-Meuse bedraagt 10,9 km², de bevolkingsdichtheid is 31,7 inwoners per km².
De onderstaande kaart toont de ligging van Boncourt-sur-Meuse met de belangrijkste infrastructuur en aangrenzende gemeenten.

## Demografie
Onderstaande figuur toont het verloop van het inwonertal (bron: INSEE-tellingen).